# Jure uxoris

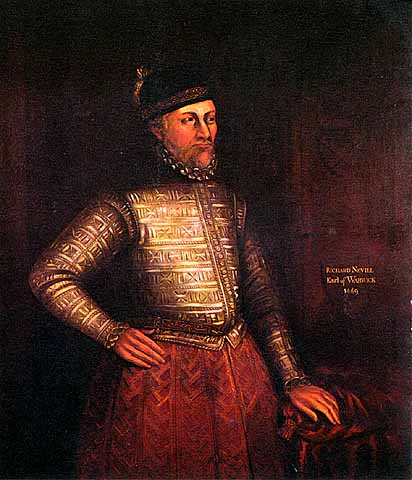
Ричард Невилл, граф Уорик jure uxoris

Jure uxoris (по праву жены) — латинское выражение, использовавшееся применительно к тем представителям знати, которые получали титул как мужья его обладательниц в собственном праве (suo jure). Супруг такой женщины мог быть законным обладателем её владений, так как во многих странах до позднего Нового времени землёй и недвижимостью могли владеть только мужчины. Это правило могло распространяться и на верховную власть: муж наследницы королевского престола становился королём и мог сохранить своё положение даже после смерти супруги или развода с ней. В Португалии муж королевы становился королём по праву жены после того, как его супруга рожала наследника; так было с Педру III и Фернанду II.
Наиболее известный обладатель титула jure uxoris — Ричард Невилл, который стал графом Уорик благодаря женитьбе на графине Уорик в своём праве.